# Raglan (Monmouthshire)
Pour les articles homonymes, voir Raglan.
Raglan (Rhaglan en gallois) est une ville du sud-est du pays de Galles dans le comté du Monmouthshire.